# Stephan Neher

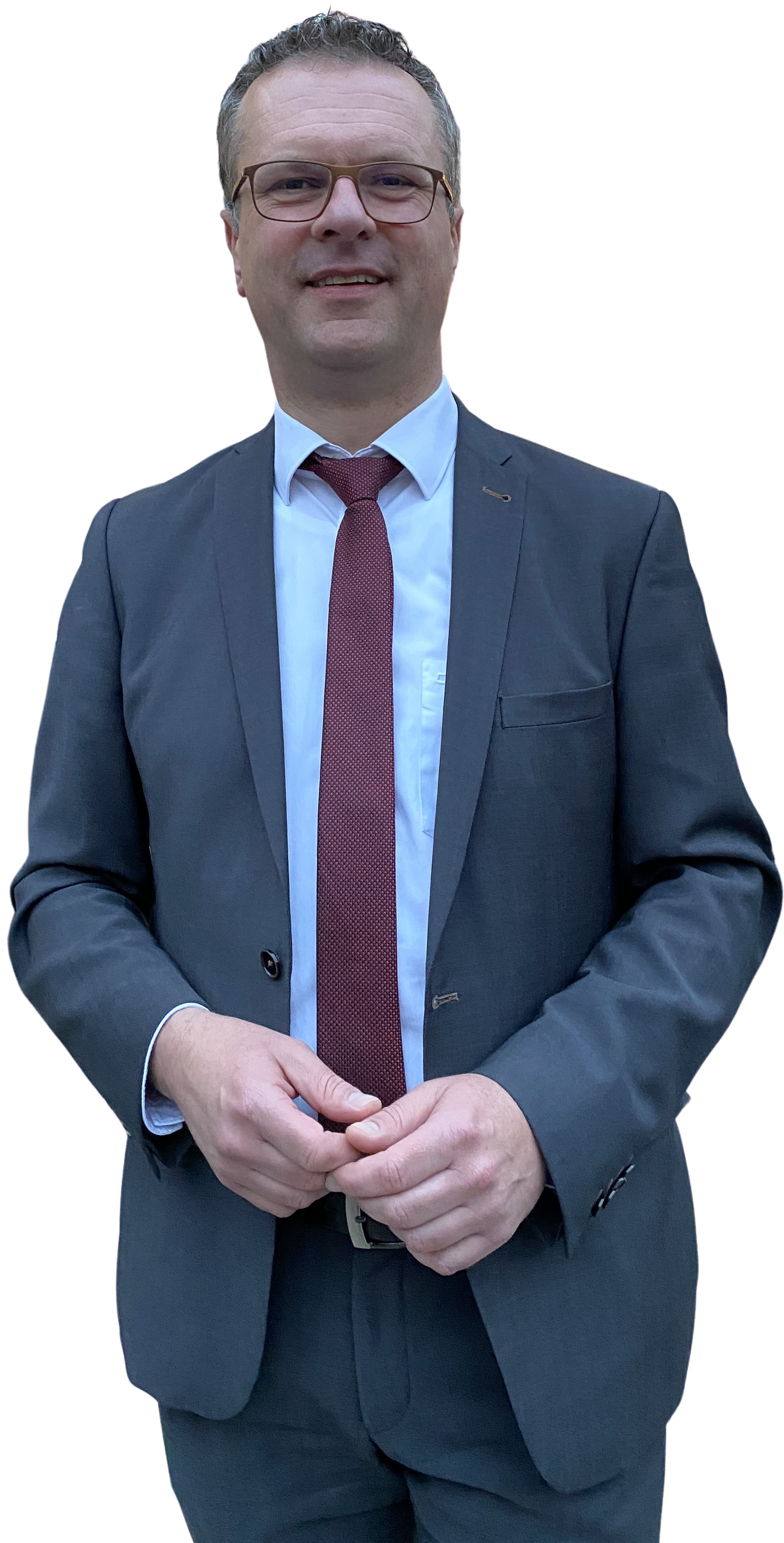
Stephan Neher (2024)

Stephan Neher (* 13. November 1973 in Saulgau) ist ein deutscher Politiker (CDU). Seit 2008 ist er Oberbürgermeister von Rottenburg am Neckar.

## Ausbildung
Neher studierte vier Semester katholische Theologie, bevor er ein Studium der Rechtswissenschaften in Gießen begann. Nach Abschluss des Jurastudiums arbeitete er als Rechtsanwalt.

## Politik
Am 6. April 2008 wurde er im zweiten Wahlgang bei zwei Gegenkandidaten mit 35,3 Prozent der Stimmen zum Oberbürgermeister von Rottenburg am Neckar gewählt. Er folgte Klaus Tappeser nach und trat sein Amt am 16. Juni 2008 an. Am 20. März 2016 wurde er im ersten Wahlgang bei einem Gegenkandidaten mit 81,1 Prozent der Stimmen für eine zweite Amtszeit wiedergewählt. Von November 2016 bis Oktober 2021 war Neher zudem Vorsitzender des CDU-Kreisverbandes Tübingen. Bei der Oberbürgermeisterwahl am 7. April 2024 wurde er in einer Stichwahl mit 57,6 Prozent der Stimmen für eine dritte Amtszeit wiedergewählt. Im ersten Wahlgang am 17. März 2024 hatte er mit 49,9 Prozent der Stimmen die absolute Mehrheit knapp verfehlt.

## Positionen
Neher kritisierte nach der Bundestags-Abstimmung zum so genannten Zustrombegrenzungsgesetz am 31. Januar 2025 das Verhalten seiner Partei. In einem Hörfunk-Interview bezeichnete er es als Fehler, Mehrheiten mit der AfD zu suchen. Neher begründete das unter anderem mit seinem christlichen Glauben und der Tatsache, dass man Menschenrechte auch in Deutschland einhalten müsse, wenn man sie in der Welt einfordere. Ob er bei der Bundestagswahl 2025 für den CDU/CSU-Kandidaten Friedrich Merz stimmen werde, wisse er noch nicht.

## Funktionen und Mitgliedschaften
Von Amts wegen ist Neher Vorsitzender der Verwaltungsgemeinschaft Rottenburg am Neckar und Aufsichtsratsvorsitzender der Stadtwerke Rottenburg am Neckar. Außerdem ist er Mitglied im Deutschen Marinebund und im Stiftungsrat der Eugen-Bolz-Stiftung.

## Privates
Neher ist ledig, lebt in Rottenburg am Neckar und hat drei Kinder.